# Convertidor reductor

Fig. 1: Esquema básico de un convertidor Buck. El interruptor suele ser un MOSFET, IGBT o BJT.

El convertidor reductor o convertidor buck (del inglés buck converter) es un convertidor de potencia, DC-DC sin aislamiento galvánico, que obtiene a su salida una tensión menor que a su entrada. El diseño es similar a un convertidor elevador o Boost, también es una fuente conmutada con dos dispositivos semiconductores (transistor S y diodo D), un inductor L y opcionalmente un condensador C a la salida.
La forma más simple de reducir una tensión continua (DC) es usar un circuito divisor de tensión, pero los divisores gastan mucha energía en forma de calor. Por otra parte, un convertidor Buck puede tener una alta eficiencia (superior al 95 % con circuitos integrados) y autorregulación.

## Estructura y funcionamiento

Fig. 2: Las dos configuraciones de un reductor. (a) La energía se transfiere de la fuente a la bobina al condensador y a la carga. (b) la energía se transfiere de la bobina y el condensador a la carga.

El funcionamiento del conversor reductor es sencillo, consta de un inductor controlado por dos dispositivos semiconductores los cuales alternan la conexión del inductor bien a la fuente de alimentación o bien a la carga.

### Análisis del circuito

#### Modo continuo

Fig. 3: Evolución de las tensiones y corrientes con el tiempo en un convertidor reductor ideal en modo continuo.

El convertidor se dice que está modo continuo si la corriente que pasa a través del inductor (IL) nunca baja a cero durante el ciclo de conmutación. En este modo, el principio de funcionamiento es descrito por el cronograma de la figura 3:
- Con el interruptor cerrado la tensión en el inductor es VL = Vi − Vo y la corriente aumenta linealmente. El diodo está en inversa por lo que no fluye corriente por él.
- Con el interruptor abierto el diodo está conduciendo en directa. La tensión en el inductor es VL = − Vo y la corriente disminuye.

La energía almacenada en el inductor es:
{\displaystyle E={\frac {1}{2}}L\times I_{L}^{2}}
Como puede verse la energía almacenada en la bobina se incrementa en estado ON (interruptor cerrado) y se decrementa durante el estado OFF (interruptor abierto). La bobina se usa para transferir energía desde la entrada a la salida.
La variación de IL viene dada por:
{\displaystyle V_{L}=L{\frac {dI_{L}}{dt}}}
Con VL igual a {\displaystyle V_{i}-V_{o}} durante el estado a ON y a {\displaystyle -V_{o}} durante el estado OFF. El incremento de corriente en ON es:
{\displaystyle \Delta I_{L_{on}}=\int _{0}^{t_{on}}dI_{L}=\int _{0}^{t_{on}}{\frac {V_{L}}{L}}\,dt={\frac {\left(V_{i}-V_{o}\right)\cdot t_{on}}{L}}}
De la misma forma el decremento de corriente en OFF es:
{\displaystyle \Delta I_{L_{off}}=\int _{0}^{t_{off}}dI_{L}=\int _{0}^{t_{off}}{\frac {V_{L}}{L}}\,dt=-{\frac {V_{o}\cdot t_{off}}{L}}}
Si se asume que el convertidor opera en un estado estable, la energía almacenada en cada componente al final del ciclo de conmutación T es igual a la que había al principio del ciclo. Esto significa que la corriente IL es igual en t=0 y en t=T (ver figura 3).
Por lo tanto, {\displaystyle \Delta I_{L_{on}}+\Delta I_{L_{off}}=0}
De las ecuaciones anteriores se obtiene:
{\displaystyle {\frac {\left(V_{i}-V_{o}\right)\cdot t_{on}}{L}}-{\frac {V_{o}\cdot t_{off}}{L}}=0}
Como se puede ver en la figura 3: {\displaystyle t_{on}=D\cdot T} y {\displaystyle t_{off}=T-D\cdot T}. {\displaystyle D} es un escalar llamado ciclo de trabajo (duty cycle) cuyo valor está comprendido entre 0 y 1:
{\displaystyle \left(V_{i}-V_{o}\right)\cdot D\cdot T-V_{o}\cdot \left(T-D\cdot T\right)=0}
Esta ecuación puede ser reescrita como:
{\displaystyle V_{o}=D\cdot V_{i}}
De esta ecuación se puede observar como la tensión de salida del conversor varía linealmente con el ciclo de trabajo para una tensión de entrada dada. Como el ciclo de trabajo D es igual al cociente entre tOn y el periodo T no puede ser mayor a 1. Por consiguiente {\displaystyle V_{o}\leq V_{i}}, de ahí su nombre de reductor.
Por ejemplo para regular una tensión de 12 V a 3 V el ciclo de trabajo en un circuito ideal debe ser del 25%.

#### Modo discontinuo

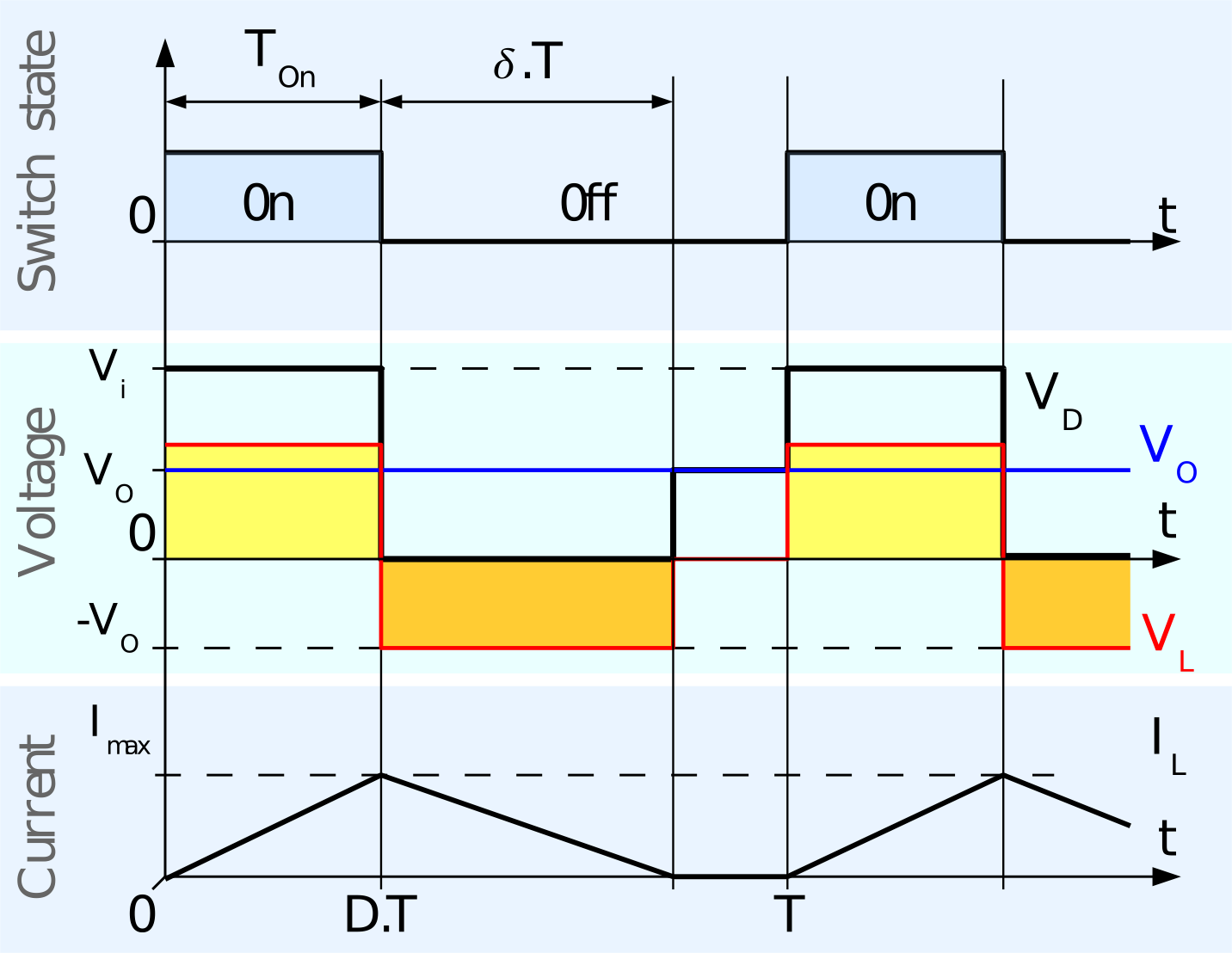
Fig. 4: Evolución de las tensiones y corrientes con el tiempo en un convertidor Buck ideal en modo discontinuo.

En algunos casos la cantidad de energía requerida por la carga es tan pequeña que puede ser transferida en un tiempo menor que el periodo de conmutación; en este caso la corriente a través de la bobina cae a cero durante una parte del periodo. La única diferencia con el funcionamiento descrito antes es que el inductor está completamente descargado al final del ciclo de conmutación (ver figura 4). Esto tiene algunos efectos sobre las ecuaciones anteriores.
La energía en el inductor sigue siendo la misma al principio y al final del ciclo (esta vez de valor cero). Esto significa que el valor medio de la tensión del inductor (VL) es cero (el área de los recuadros amarillos y naranjas de la figura 4 es igual)
{\displaystyle \left(V_{i}-V_{o}\right)D\cdot T-V_{o}\cdot \delta \cdot T=0}
De esta manera el valor de δ es:
{\displaystyle \delta ={\frac {V_{i}-V_{o}}{V_{o}}}D}
La corriente de salida entregada a la carga ({\displaystyle I_{o}}) es constante. También se supone que la capacidad del condensador de salida es suficientemente alta para mantener constante el nivel de tensión en sus terminales durante un ciclo de conmutación. Esto implica que la corriente que pasa a través del condensador tiene como valor medio cero, así que la corriente media en la bobina será igual a la corriente de salida:
{\displaystyle {\bar {I_{L}}}=I_{o}}
Como se puede ver en la figura 4, la forma de onda de la corriente en el inductor es triangular, por consiguiente el valor medio de IL puede ser calculado geométricamente:
{\displaystyle {\bar {I_{L}}}=\left({\frac {1}{2}}I_{L_{max}}\cdot D\cdot T+{\frac {1}{2}}I_{L_{max}}\cdot \delta \cdot T\right){\frac {1}{T}}={\frac {I_{L_{max}}\left(D+\delta \right)}{2}}=I_{o}}
La corriente en el inductor es cero al principio y aumenta durante tOn hasta llegar a ILmax. Esto significa que ILmax es igual a:
{\displaystyle I_{L_{Max}}={\frac {V_{i}-V_{o}}{L}}D\cdot T}
sustituyendo el valor de ILmax en las ecuación anterior:
{\displaystyle I_{o}={\frac {\left(V_{i}-V_{o}\right)D\cdot T\left(D+\delta \right)}{2L}}}
Y sustituyendo δ por la expresión dada:
{\displaystyle I_{o}={\frac {\left(V_{i}-V_{o}\right)D\cdot T\left(D+{\frac {V_{i}-V_{o}}{V_{o}}}D\right)}{2L}}}
Que puede ser reescrito como:
{\displaystyle V_{o}=V_{i}{\frac {1}{{\frac {2L\cdot I_{o}}{D^{2}\cdot V_{i}\cdot T}}+1}}}
Como se puede ver la tensión de salida de un convertidor reductor en modo discontinuo es más complicada que su contraparte en modo continuo. Además la tensión de salida es función no sólo de la tensión de entrada (Vi) y el ciclo de trabajo (D), sino también del valor de la bobina (L), el periodo de conmutación (T) y la corriente de salida (Io).

## Modificaciones
Un convertidor reductor síncrono es una versión modificada de la topología básica en la que el diodo D es reemplazado por un segundo interruptor S2.
El convertidor reductor multifase es una topología de circuito donde la estructura básica del convertidor reductor se repite varias veces en paralelo entre la entrada y la carga. Se repite una vez por cada fase.